# Vern (Vorname)
Vern ist ein männlicher Vorname.

## Herkunft und Bedeutung
Vern ist als eine eigenständige Kurzform von Vernon, selten auch von Verner, ein englischer männlicher Vorname, der insbesondere in den USA auftritt.

## Namensträger

### Vorname
- Vern Buchanan (* 1951), US-amerikanischer Politiker
- Vern Leroy Bullough (1928–2006), US-amerikanischer Historiker und Sexualwissenschaftler
- Vern Ehlers (1934–2017), US-amerikanischer Politiker
- Vern Gosdin (1934–2009), US-amerikanischer Country-Sänger
- Vern Hanaray (* 1951), neuseeländischer Radrennfahrer
- Vern Mikkelsen (1928–2013), US-amerikanischer Basketballspieler
- Vern Pullens (~1929–2001), US-amerikanischer Country- und Rockabilly-Musiker
- Vern Schuppan (* 1943), australischer Autorennfahrer und Rennwagenkonstrukteur
- Vern Sneider (1916–1981), US-amerikanischer Schriftsteller
- Vern G. Swanson (* 1945), US-amerikanischer Kunsthistoriker
- Vern Taylor, kanadischer Eiskunstläufer

### Künstlername
- David Vern Reed (1924–1989), US-amerikanischer Comicautor